# 兵庫県道275号粟鹿早田線
兵庫県道275号粟鹿早田線（ひょうごけんどう275ごう あわがわさだせん）は、兵庫県朝来市を通る一般県道である。

## 概要
朝来市山東町粟鹿から朝来市山東町早田に至る。

### 路線データ
- 起点：朝来市山東町粟鹿[1]
- 終点：朝来市山東町早田[1]（国道427号交点）
- 総延長：1.2 km[1]

## 地理

### 通過する自治体
- 朝来市

### 交差する道路
| 交差する道路 | 交差する場所 | 交差する場所 |
| ------------ | ------------ | ------------ |
| 国道427号    | 山東町早田   | 終点         |

### 沿線
- 粟鹿神社
- 南但馬警察署 上早田駐在所
- E72 北近畿豊岡自動車道 山東IC（終点付近）